# Si vis pacem, para bellum

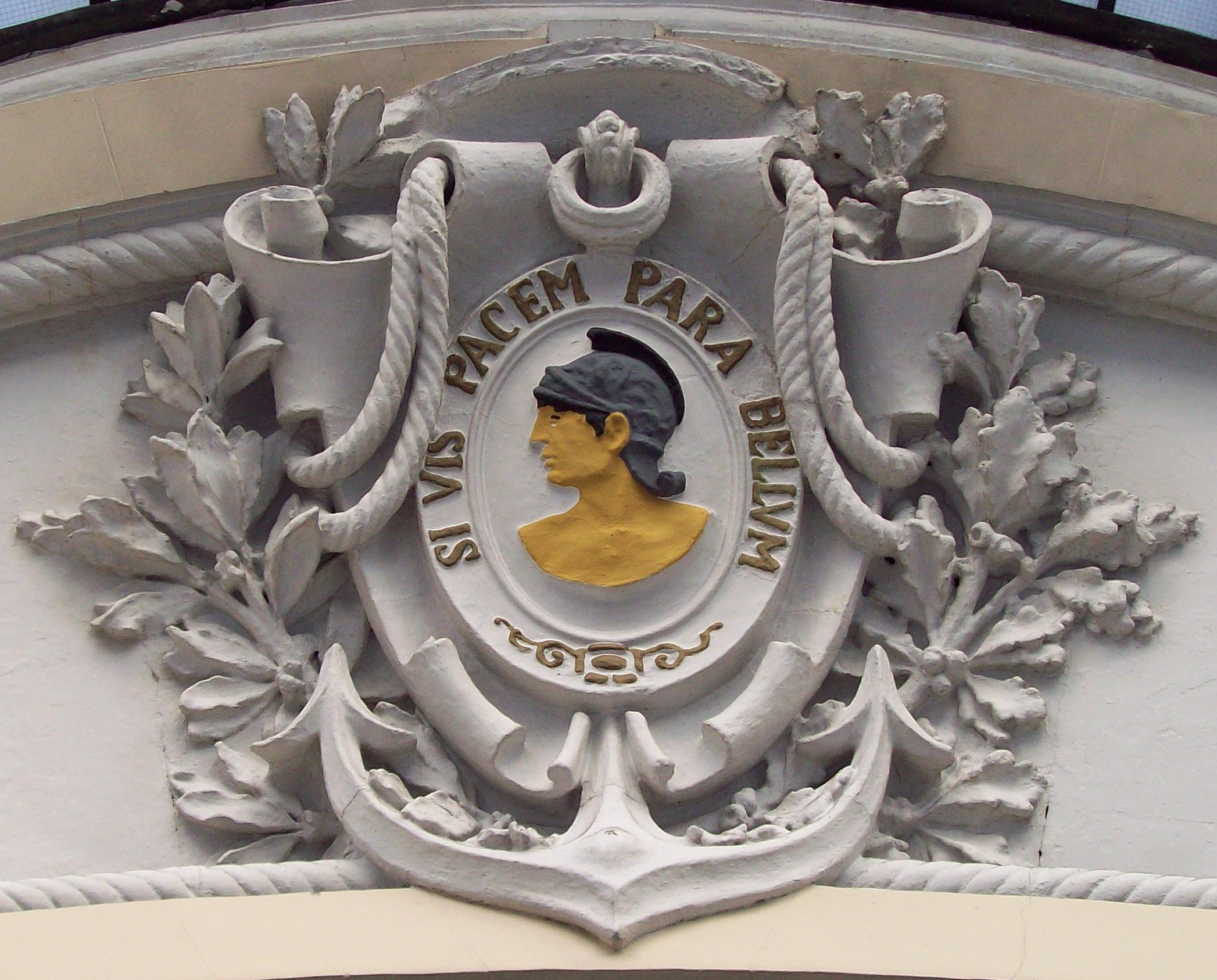
Inscripción en el Centro Cultural de los Ejércitos de Madrid (España)

Si vis pacem, para bellum es una máxima latina que significa «si quieres la paz, prepárate para la guerra». Aunque a veces se atribuye erróneamente a Julio César, en realidad deriva de un pasaje del escritor romano de temas militares Vegecio, que dice:

«Igitur qui desiderat pacem, praeparet bellum»

El dicho es uno de los muchos basados en el prefacio del libro III de su obra Epitoma rei militaris, posiblemente escrita alrededor del año 390.
Hay una sutil diferencia en la gramática de las dos frases. La conocida máxima es enfática, o viva. Se trata de una frase condicional presentada como una oración adverbial con el verbo en indicativo. Por lo general se esperaría que el verbo principal estuviera en indicativo. El resultado es una forma imperativa: si realmente deseas la paz, prepárate para la guerra.
La frase original de Vegecio es una hipótesis. Es una construcción condicional menos vívida, construida como supuesto, con una oración adjetivada y con ambos verbos en subjuntivo: quien deseara la paz, (por lo tanto,) se debiera preparar para la guerra.
Esta frase se ha convertido en una expresión popular en el mundo militar y el de las armas, debido a la pistola «Parabellum», registrada con ese nombre por la fábrica alemana de armas Deutsche Waffen und Munitionsfabriken (DWM) en 1898. También fue el nombre con que se registró el cartucho 9 x 19 Parabellum. Este fue tan exitoso que llegó a ser uno de los cartuchos de pistola más comunes del mundo, convirtiéndose en un estándar que aún se mantiene.
En la Academia General Militar de Zaragoza, el lema aparece inscrito a la entrada de la 'Escalera del Cañón', emblemática zona del edificio principal de la Academia.

## Si vis pacem, para bellumen la cultura popular

### Cine
- Kruty 1918. El general del ejército ucraniano se lo recuerda a su hijo en una cena de camaradería.

- El Castigador. Frank Castle recuerda esta frase como la que todos días repetía en su entrenamiento.

- Crimen organizado. Dirigida por Matthew Vaughn. Menciona este aforismo para justificar la toma de ciertas precauciones en su negocio (el tráfico ilegal de drogas).

- Astérix y Obélix: Misión Cleopatra. Dirigida por Alain Chabat. El propio Alain Chabat, en su papel de Julio César, menciona estas mismas palabras cuando su general en jefe, Cayus Ceplus, le informa de que Numerobis, el arquitecto del palacio que ha mandado construir para él, cuenta con la ayuda de los galos Asterix, Obelix y Panoramix.

- John Wick: Chapter 3. Dirigida por Chad Stahelski. Estrenado el 17 de mayo de 2019. A comienzos de junio de 2018, se confirmó que el subtítulo del film será "Parabellum". Además es la frase que utiliza el director del hotel en la película John Wick 3 Parabellum.

### Televisión
- En la serie Los Simpson, "Si quieres paz, prepárate para la guerra" es citada por un personaje en el capítulo de la primera temporada "Bart es un Genio".
- En la serie Grimm, es citada en el capítulo 18 de la 1.ª temporada ("Cat and Mouse") por el personaje que habla con el capitán de policía Renard.
- En la serie La Casa de Papel, el profesor nombra dicha frase en una de las lecciones.
- Es el título del octavo episodio de la primera temporada de la serie televisiva Star Trek: Discovery.

### Música
- Children of Bodom. es un grupo de death metal melódico finlandés. En su álbum Are You Dead Yet? aparece esta frase dando nombre a una de sus canciones: «If you want peace, Prepare  for war».
- Hablando en Plata. grupo de Hip Hop de Málaga, España. En la canción «Nada que Perder», del álbum Libertad/Hambre.
- Metallica, en su canción Don't Tread On Me de su álbum Metallica de 1991, durante el estribillo dice "To secure peace is, to prepare for war" ("Asegurar la paz es prepararse para la guerra").
- Silvio Rodríguez, en la "Canción del elegido" aborda el mismo tópico: "hubo la historia de un golpe / sintió en su cabeza cristales molidos / y comprendió que la guerra / era la paz del futuro".
- El grupo de Oi! Oi! se arma tiene un disco titulado "si vis pacem para bellum".
- El grupo "Tierra Quemada" tiene una canción llamada "Parabellum" en la que se nombra múltiples veces la frase.
- El grupo argentino Patricio Rey y sus Redonditos de Ricota en su disco ¡Bang! ¡Bang!... Estás liquidado posee un tema llamado "La parabellum del buen psicópata".
- Keyo. cantante de Hip Hop de Málaga, España titula a uno de sus discos con este nombre.
- Gata Cattana/ Ana García Llorente Politóloga rapera y poetisa, hace referencia en una colaboración con el rapero Durán en La Rabia de los Malditos(2013) "PARABELLUM - Durán FT. Gata Cattana, prod  ORYGEN PRO AKA OXIDE". (Si vis pacem para bellum desde parvulario nena).
- Hertzainak. Fue un grupo de música vasco. En su álbum Hertzainak tiene una canción titulada "Si vis pacem".
- Parabellum es una Banda Punk Española, tocando desde 1985
- Parabellum es un grupo de metal colombiano de los años 80, pionero del sonido black metal.
- Parabellvm: Canción del grupo de rap Ira. Además, la frase es citada en otra de sus canciones: Jurao.
- Seether, banda de rock originaria en Sudáfrica le dio el título "Si Vis Pacem, Para Bellum" a su octavo disco de estudio, el disco fue lanzado el 28 de agosto de 2020.

### Literatura
- Si vis pacem, para bellum. Es una novela negra del escritor Rodrigo Monterroso. La trama gira en torno a un ertzaina que sufre un atentado de ETA y planea una venganza contra la banda terrorista.
- Claymore (manga). Claymore (クレイモア Kureimoa?) es un manga de fantasía oscura escrito e ilustrado desde el año 2001 por Norihiro Yagi originalmente para la hoy desaparecida Gekkan Shonen Jump, y que hoy sigue publicándose cada mes en Jump Square. Uno de los personajes llamado Teresa usa esta frase en su emblema identificador.
- En el libro Armada de Ernest Cline, esta frase es el lema de la Alianza de Defensa Terrestre (ADT).
- En la novela "Metro 2033" de Dmitry Glukhovsky es referenciada por un personaje en su primer encuentro con Artyom.
- En la película "Thor: Ragnarok", cuando Thor y Loki llegan a Asgard en busca de su padre, Odín los recibe y les dice: "Recuerda, hijo mío, la casa de Odín es tu casa. ¿Qué necesitas?". Thor le pregunta sobre su hermana Hela y Odín responde: "Hela no es como nosotors. Ella no es alguien que puedas detener con un martillo". Entonces, agrega: "Si vis pacem, para bellum", que en latín significa "Si quieres la paz, prepárate para la guerra".

### Videojuegos
- En la entrega de Konami en la consola portátil PSP, Metal Gear Solid- Peace Walker lanzado el 11 de noviembre de 2011.
- En el DLC gratuito de Tom Clancy's Rainbow Six Siege, llamado operación Para Bellum bajo la frase Si vis pacem, Para bellum.
- En For Honor, el cántico que entonan los Caballeros al empujar el ariete empieza y termina con la frase Si vis pacem para bellum.
- En el Videojuego "Uncharted: The Lost Legacy", uno de los trofeos que se puede obtener tiene como nombre "Si Vic Pacem Para Bellum", el cual se obtiene una vez se ha utilizado cada una de las armas disponibles en el juego.
- En el Videojuego de battle royale "Free Fire", durante el tráiler del evento de Rampage II: Redemption. Odín, uno de los personajes, narra la historia de la división de los bandos "Liberi" y "Bringers" citando esta frase.
- En Battlefield 1, algunas de las chapas que pueden ser equipadas en el multijugador, concretamente aquellas vinculadas a armas secundarias y de las clases de piloto o conductor de tanque, llevan inscrito en la parte superior esta frase.